# Rhysodesmus attemsi
Rhysodesmus attemsi är en mångfotingart som beskrevs av Pocock 1909. Rhysodesmus attemsi ingår i släktet Rhysodesmus och familjen Xystodesmidae. Inga underarter finns listade i Catalogue of Life.